# Dare Foods
Dare Foods Ltd. ist ein kanadisches Nahrungsmittelunternehmen mit Hauptsitz in Kitchener, Ontario, Kanada. Das Unternehmen produziert und vertreibt diverse Lebensmittel in ganz Nordamerika und exportiert diese in weitere 25 Länder. Es verfügt über sieben Produktionsstandorte in Kanada und den Vereinigten Staaten.

## Geschichte
1892 begann Charles H. Doerr mit der Produktion und dem Verkauf seiner eigenen Backwaren in einem Laden in Kitchener. 1919 gründete er die Firma C.H. Doerr Company, die ihre Waren innerhalb Ontarios vertrieb. 1954 führte das Unternehmen die ersten wiederverschließbaren Packungstüten ein, somit konnten die Backwaren länger halten. 1956 begann das Unternehmen mit der Expansion in die USA. 1983 führte das Unternehmen neue Produkte ein. 1989 eröffnete das Unternehmen eine neue Produktionsniederlassung in Milton. Aufgrund der starken Nachfrage und Expansion in den USA eröffnete das Unternehmen 1994 einen neuen Produktionsstandort in South Carolina. 1999 übernahm Dare Foods das US-amerikanische Unternehmen Bremner Biscuit Company of Denver, Colorado. 2003 führte das Unternehmen nussfreie Produkte für Konsumenten mit Nussallergien ein.

## Produkte
- Backwaren (Crackers, Kekse, Brot)
- Süßigkeiten
- Erdnussfreie Produkte
- Diätische Lebensmittel